# Plumboferrite
La plumboferrite è un minerale.